# Fairview (Californie)
Pour les articles homonymes, voir Fairview.
Fairview est une census-designated place (CDP) située dans le comté d'Alameda, en Californie.

## Démographie
| 2000  | 2010   | - | - | - | - |
| ----- | ------ | - | - | - | - |
| 9 461 | 10 003 | - | - | - | - |